# Walters Peak
Walters Peak (in lingua inglese: Picco Walters) è un aguzzo picco roccioso antartico, alto 2.430 m, situato su uno sperone roccioso tra il Faure Peak e il Lentz Buttress, nel Wisconsin Range della catena dei Monti Horlick, nei Monti Transantartici, in Antartide.
Il picco è stato mappato dall'United States Geological Survey (USGS) sulla base di rilevazioni e foto aeree scattate dalla U.S. Navy nel periodo 1960-64.
La denominazione è stata assegnata dall'Advisory Committee on Antarctic Names (US-ACAN), in onore del capitano di corvetta Robert E. Walters, della U.S. Navy, che faceva parte del gruppo che ha passato l'inverno 1960 alla Base McMurdo.